# Yasuji Kaneko
Yasuji Kaneko  (28 de janeiro de 1920) foi soldado do Exército Imperial Japonês durante os eventos da Guerra do Pacífico.